# Henry Homburger
Henry Homburger (n. 2 decembrie 1902, Saranac Lake⁠(d), comitatul Essex, New York, SUA – d. 14 septembrie 1950, Sacramento, California, SUA) a fost un inginer constructor ce a reprezentat Statele Unite ale Americii, medaliat olimpic. A participat la o ediție a Jocurilor Olimpice (1932) în care a câștigat o medalie de argint.

## Participări
Lista de mai jos prezintă principalele competiții la care a participat Henry Homburger de-a lungul carierei.
- bobsleigh at the 1932 Winter Olympics – four-man[*]